# Wapen van Bergen (Noorwegen)

Het zegel van Bergen

Het zegel van Bergen is het zegel dat de Noorse gemeente Bergen gebruikt. Het zegel wordt sinds 1293 gebruikt, op 15 augustus 1924 werd de huidige vorm van het zegel aan de gemeente Bergen toegekend.

## Omschrijving
Het zegel toont een rode achtergrond met daarop een zilveren (witte)  muur of burcht met drie torens waarvan het middelste tevens iets groter is. De muur en torens hebben allen kantelen. Het geheel staat op zeven gouden heuvels. Dit alles wordt omgeven door een gouden rand met daarin de volgende tekst. DE : CIVITATE : BERGENSI + SIGILLVM : COMMVNITATIS.

## Geschiedenis
In 1293 gebruikte de stad Bergen een grootzegel met aan de achterzijde nog een afbeelding. Op de belangrijkste zijde stond een stadsmuur met -poort, de muur stond op zeven heuvels. Op de andere zijde stond een Vikingschip. Gedurende de eeuwen zijn de vorm en het formaat van de stadsmuur met -poort aanzienlijk gewijzigd.
De zeven heuvels symboliseren de zeven bergen die Bergen omringen: Sandviken van 417 m hoog, Fløyen van 320 m hoog, Blåmanen van 552 m hoog, Ulriken van 643 m hoog , Løvstakken van 477 m hoog, Damsgårsfjellet van 317 m en als laatste de Lyderhorn van 397 m hoogte.